# Société allemande de psychanalyse
La Société allemande de psychanalyse (Deutsche Psychoanalytische Gesellschaft / DPG), fondée en 1910 à Berlin, s'est d'abord appelée « Association psychanalytique de Berlin » (Berliner Psychoanalytische Vereinigung, dont Karl Abraham est le premier président. Elle prend son nom actuel en 1926.
En 2018, elle est présidée par Klaus Grabska et Beate Blank-Knaut.

## Histoire

### Fondation

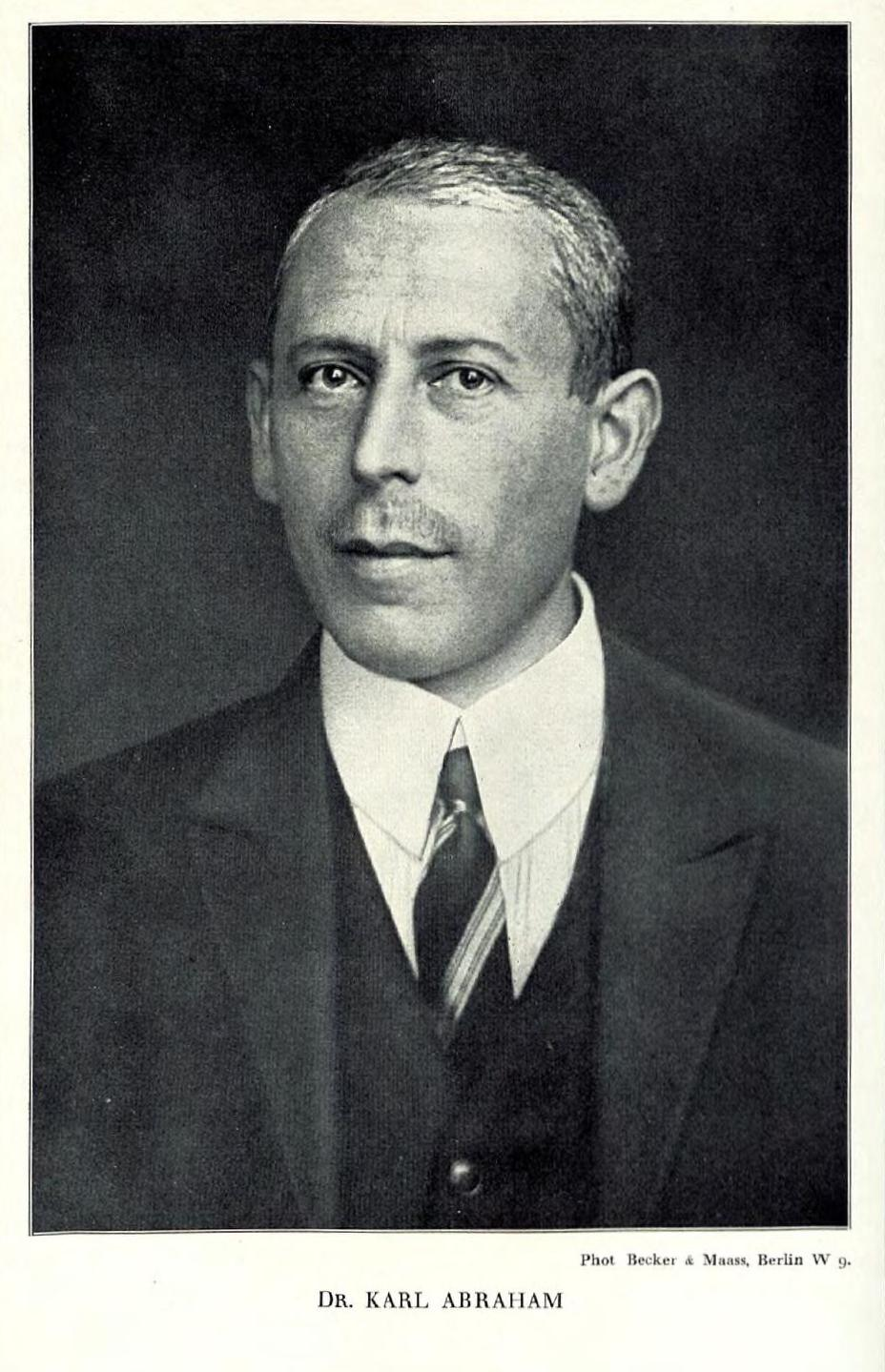
Karl Abraham

Dès 1908, Karl Abraham rassemble un groupe de travail qui se réunit tous les mois à tour de rôle chez l'un ou l'autre des membres du groupe. La première rencontre a lieu à Berlin, le 27 août 1908.
La Société fut officiellement inaugurée en mars 1910 avec Abraham comme premier président de l'« Association psychanalytique de Berlin » (Berliner Psychoanalytische Vereinigung / BPV), en même temps que le « groupe local de Berlin » de l'Association psychanalytique internationale (API/IPA), également fondée en 1910. Les participants étaient outre Karl Abraham, Max Eitingon, Magnus Hirschfeld, Otto Juliusburger, Heinrich Koerber, Johannes Jaroslaw Marcinowski, Simon (Bayreuth), Anna Margarete Stegmann, W. Strohmayer (Iéna), W. Warda (Blankenburg).
En 1911, l'Association psychanalytique de Berlin comptait onze membres, parmi lesquels les trois premières femmes formées comme psychanalystes : Karen Horney, Tatiana Rosenthal et Anna Margarete Stegmann, déjà mentionnée.

### Les années 1920

#### L'institut psychanalytique de Berlin
L'Institut psychanalytique de Berlin, dont le projet est soutenu auprès de l'Association psychanalytique de Berlin par Max Eitingon et Ernst Simmel dès 1919 est inauguré le 14 février 1920, il sert à la fois de centre de formation pour les psychanalystes allemands et de modèle pour la formation des psychanalystes des autres pays : pour la première fois, la formation est codifiée et organisée en cycles.

#### La polyclinique psychanalytique de Berlin
La polyclinique psychanalytique de Berlin, première clinique européenne à offrir des thérapies effectuées par des psychanalystes, est inaugurée conjointement.

#### La Société allemande de psychanalyse

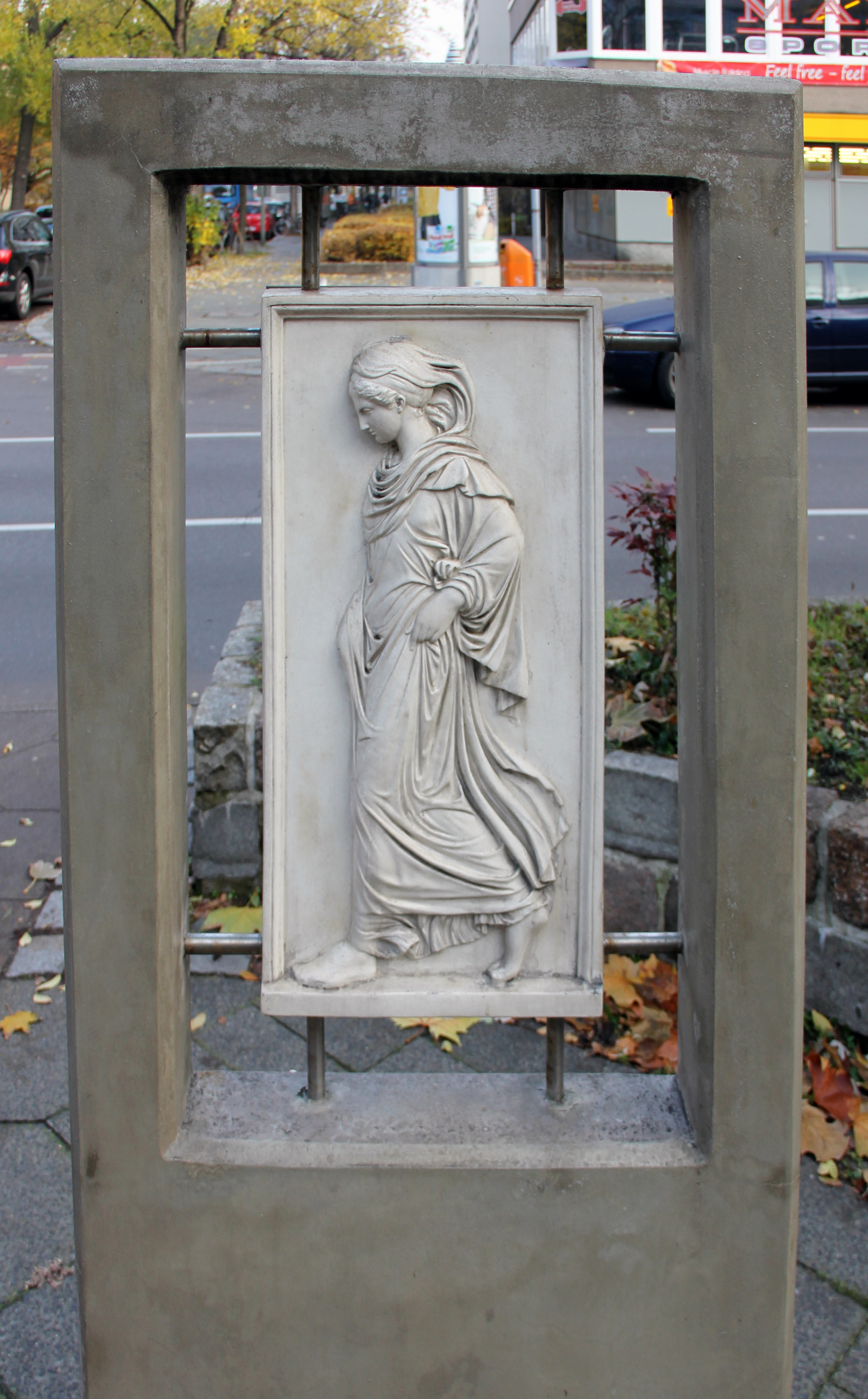
Gradiva, plaque commémorative (2007)

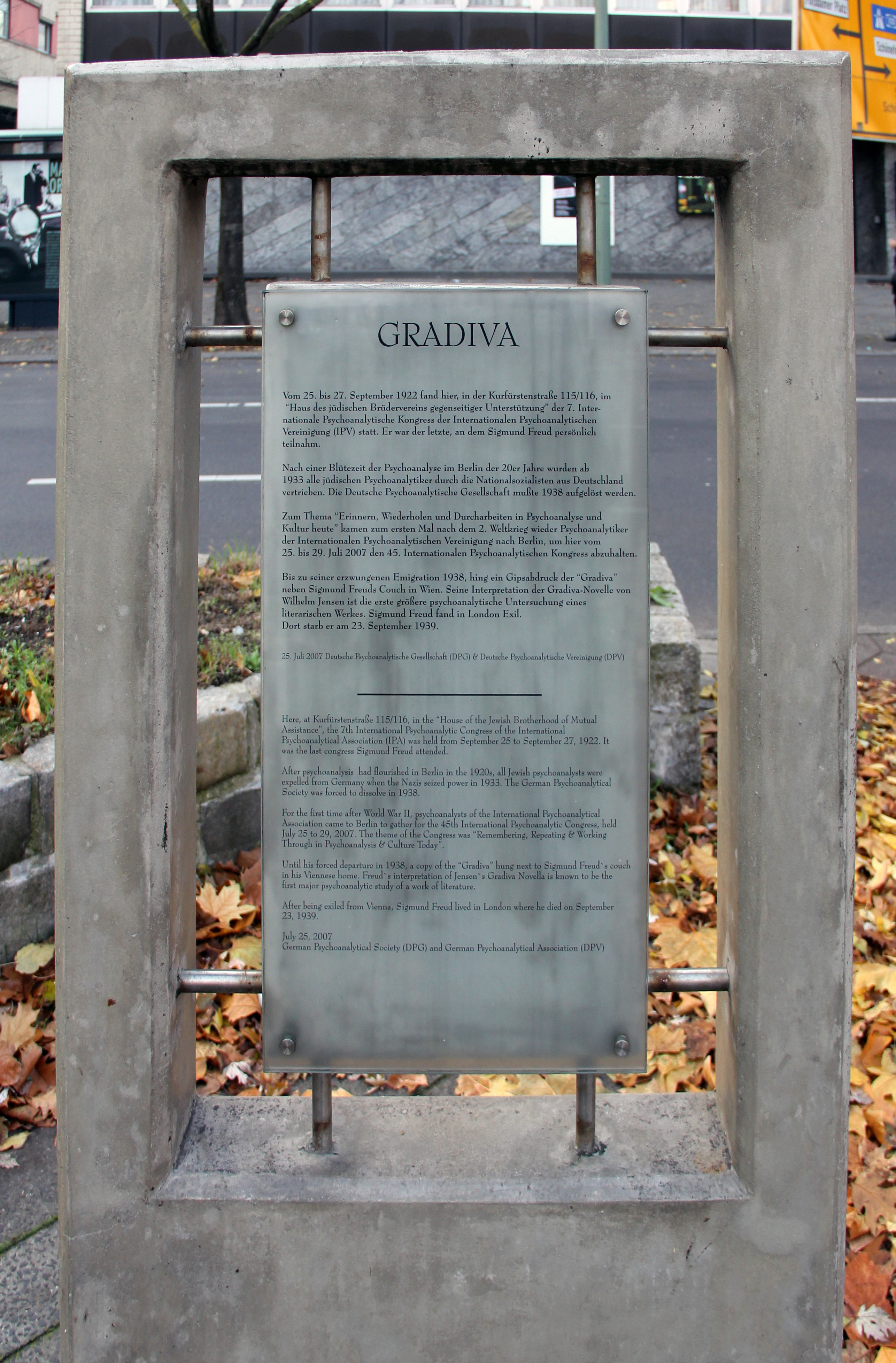

La société adopte l'intitulé actuel de Deutsche Psychoanalytische Gesellschaft (DPG) en 1926 quand Ernst Simmel devient son président, succédant à Karl Abraham, mort en décembre 1925.

### Sous le national-socialisme
La plupart des analystes juifs, qui ne pouvaient plus exercer leur profession depuis les lois de Nuremberg et se trouvaient directement menacés par l'antisémitisme d'État, fuient l'Allemagne, dès le début des années 1930. Soixante-quatorze d'entre eux réussissent à émigrer, mais un certain nombre périt dans les camps d'extermination.
En 1936, est fondé l'Institut allemand de recherche en psychologie et psychothérapie (Deutsches Institut für psychologische Forschung und Psychotherapie) dit Institut Göring tandis que ce qui subsiste de l'Institut de psychanalyse de Berlin y est intégré. La Société allemande de psychanalyse est dissoute, le 19 novembre 1938. Cependant, certains de ses membres font partie d'un groupe de travail au sein de l'Institut allemand de recherche psychologique et de psychothérapie alors aux mains des nazis, notamment Felix Boehm.

### Depuis 1945
La Société psychanalytique de Berlin fut refondée à Berlin en 1945 sous la présidence de Carl Müller-Braunschweig. Mais ce n'est qu'en 1950 que les Alliés autorisèrent qu'elle reprît son nom de « Société allemande de psychanalyse » (Deutsche Psychoanalytische Gesellschaft).
En 1951, à la suite de graves dissensions entre le groupe formé autour de Müller-Braunschweig et le groupe néo-analytique formé autour de Schultz-Hencke, l'Association allemande de psychanalyse (de) (Deutsche Psychoanalytische Vereinigung DPV) sous la direction de Müller-Braunschweig se sépare de la Société allemande de psychanalyse.
La rivalité entre deux positions, « la conception néopsychanalytique de Harald Schultz-Hencke et la position freudienne classique de Carl Müller-Braunschweig », est mise en lumière au congrès international de Zurich en 1949. La Société allemande de psychanalyse est admise comme membre de l'Association psychanalytique internationale. 
D'abord fondée en secret par Carl Müller-Braunschweig le 13 mai 1950, l'Association allemande de psychanalyse (DPV) est admise comme membre de l'association internationale au congrès international d'Amsterdam en 1951, tandis que la Société allemande de psychanalyse n'est acceptée, au congrès de Nice qu'avec le statut de société associée.
La Société allemande de psychanalyse est membre de l'Association psychanalytique internationale et de la Fédération européenne de psychanalyse.